# Herb Lewina Brzeskiego
Herb Lewina Brzeskiego – jeden z symboli miasta Lewin Brzeski i gminy Lewin Brzeski w postaci herbu.

## Wygląd i symbolika
Herb przedstawia na błękitnym polu tarczy złotego półlwa wspiętego o podwójnym ogonie, zwróconego heraldycznie w prawo, wyłaniającego się zza trzech zielonych wzgórz.
Herb nawiązuje do niemieckiej nazwy miasta – Löwen (pol. lwy).

## Historia
herb miasta wzorowany jest na pieczęci z 1333 roku. Herb został ustanowiony 24 września 2013 r.